# دولنی تومچوتسی
دولنی تومچوتسی (به لاتین: Dolni Tomchevtsi) یک منطقهٔ مسکونی در بلغارستان است که در تریاونا واقع شده‌است.